# 宜野湾市立真志喜中学校
宜野湾市立真志喜中学校（ぎのわんしりつ ましきちゅうがっこう）は、沖縄県宜野湾市真志喜三丁目にある市立中学校。1974年に米軍基地キャンプ・ブーンが返還され、その跡地に建てられた。

## 沿革
- 1979年（昭和54年）4月1日-開校
- 1988年（昭和63年）6月25日-創立10周年記念式典・祝賀会
- 1999年（平成11年）11月14日-創立20周年記念式典

## 通学区域
大山小学校、はごろも小学校及び大謝名小学校(上大謝名自治会地域を除く。)の通学区域

## 著名な出身者
Grace AIMI